# Ёнага, Цубаса
Цубаса Ёнага (яп. 代永翼 Ёнага Цубаса, род. 15 января, 1984, префектура Канагава) — японский сэйю. В 2008 году, на церемонии «Seiyu Awards», был награждён как лучший начинающий актёр.
Помимо его в семье есть ещё старшая и младшая сестры.
4 мая 2015 году женился на сэйю Юке Нисигаки (р.1982 г.) 18 июля 2018 в Твиттере пара объявила о рождении первого ребенка.

## Роли в аниме
2007 год
- Нодамэ Кантабиле (первый сезон) (Ёситака Нода);
- Боги-машины: Формула гигантов (Синго Сува);
- Замахнись сильнее [ТВ-1] (Рэн Михаси);

2008 год
- Сетевой призрак ПиПоПа (Сюдзо Мацусита);
- Спецкласс «А» (Дзюн Ямамото);
- Chaos;Head (Сёгун);

2009 год
- Сага о Гуине (Ремис);
- Великолепный Кондитер [ТВ-1] (Сацуки Ханабуса);

2010 год
- Великолепный Кондитер [ТВ-2] (Сацуки Ханабуса);
- Замахнись сильнее [ТВ-2] (Рэн Михаси);
- Князь тьмы с задней парты (Хироси Мива);
- MM! (Юкинодзё Химура);

2011 год
- Игра Тихайи (ТВ-1) (Цутому Комано);
- Cardfight!! Vanguard (Айти Сэндо);

2012 год
- Arcana Famiglia (Нова);
- Сумеречная дева и амнезия (Тэйити Ниия);
- Cardfight!! Vanguard: Asia Circuit Hen (Айти Сэндо);
- Acchi Kocchi (Кёя Сайбара)

2013 год
- Free! (Нагиса Хадзуки)
- Yowamushi Pedal (Манами Сангаку)

2014 год
- Love Stage!! (Идзуми Сена)
- One Piece. Большой куш (Бобин)

2020 год
- Bungo and Alchemist (Кэндзи Миядзава)